# Vrboska
Vrboska (olaszul: Verbosca) falu Horvátországban, Hvar szigetén. Közigazgatásilag Jelsához tartozik.

## Fekvése
Splittől 41 km-re délkeletre, a stari gradi kompkikötőtől légvonalban 5, közúton 8 km-re keletre, a Hvar sziget északi partján fekvő öbölben, a Starigradsko-mező északkeleti végében fekszik. A település történelmi magja a Pjaca, mely a mintegy 4 km mélységben benyúló öböl déli oldalán egy a tenger felé meredeken lejtő magaslaton található. A Szűz Mária erődtemplomtól a Szent Lőrinc templomig terjed. A település központjáról nyugatra az öböl végébe torkolló, három híddal átívelt csatorna mentén található a festői Podva településrész. Az öböl északi partján üdülőtelepet építettek. A település képét a monumentális Szűz Mária erődtemplom uralja. A települést északról és keletről sűrű fenyőerdők, délről és nyugatról a Starigradsko-mező veszi körül.

## Története
Vrboska, vagy ahogy a helyiek ejtik Varboska nevét a szomszédos Vrbanj településről kapta, melynek egykor a kikötője volt. Más magyarázat szerint viszont a név a latin verboscam (erdős öböl) kifejezésből származik. A 15. században sziget belsejében fekvő Vrbanj lakói népesítették be Vrboska területét. A település legrégibb épülete a Szent Péter templom, amely még a 14. század előtt épült Pitve és Vrbanj történelmi területének határán. Közelében római villagazdaság maradványai találhatók bizonyítva, hogy itt már az ókorban is élénk élet folyt. Vrbanji születésű volt az 1510-es hvari felkelés kirobbantója Matija Ivanić, akinek Vrboskán is volt háza. 1512-ben a település súlyos károkat szenvedett a helyi erők és a velencei csapatok között Jelsánál vívott csatában. A Szent Lőrinc templom teljesen leégett és csak a 17. században építették újjá barokk stílusban. 1571-ben az Ulucs Alia bég vezette török hajóhad gyújtotta fel Vrboskát. Ezt követően 1575 és 1579 között velencei utasításra a helyi lakosság költségén a Szűz Mária templomot erőddé építették át. 1614. április 11-én történt a vrboskai csoda, melynek során az Ordinanović-házban a falon függő kereszt véresen könnyezett, ennek emléknapja a „Maraški petak”, azaz március első péntekje azóta a település fogadalmi ünnepe. Lakói főként halászatból, földművelésből éltek, de a számos gazdagon díszített szakrális épület rendkívüli fejlettségről tanúskodik. A velencei uralomnak 1797-ben vége szakadt és osztrák csapatok vonultak be Dalmáciába. 1806-ban a sziget az osztrákokat legyőző franciák uralma alá került, de Napóleon lipcsei veresége után újra az osztrákoké lett. 1857-ben 703, 1910-ben 966 lakosa volt. A 20. század elején a településnek halfeldolgozó üzeme, hajógyára, Splittel és Brač szigetével menetrendszerű hajójárata, szállodája és halászati társasága volt. A településen kultúrház, könyvtár és orvosi rendelő működött. A település 1918-ban az új szerb-horvát-szlovén állam, majd később Jugoszlávia része lett. A II. világháború után a szocialista Jugoszláviához került. Ez az időszak a gazdasági hanyatlás időszaka volt. A szocialista tervgazdálkodás nem kedvezett a hagyományosan halászatból és mezőgazdaságból élő településnek, mely sokat veszített jelentőségéből. 1991-től a független Horvátország része. 2011-ben 548 lakosa volt.

## Népesség
| Lakosság változása | Lakosság változása | Lakosság változása | Lakosság változása | Lakosság változása | Lakosság változása | Lakosság változása | Lakosság változása | Lakosság változása | Lakosság változása | Lakosság változása | Lakosság változása | Lakosság változása | Lakosság változása | Lakosság változása | Lakosság változása |
| ------------------ | ------------------ | ------------------ | ------------------ | ------------------ | ------------------ | ------------------ | ------------------ | ------------------ | ------------------ | ------------------ | ------------------ | ------------------ | ------------------ | ------------------ | ------------------ |
| 1857               | 1869               | 1880               | 1890               | 1900               | 1910               | 1921               | 1931               | 1948               | 1953               | 1961               | 1971               | 1981               | 1991               | 2001               | 2011               |
| 703                | 829                | 924                | 1.009              | 1.119              | 966                | 968                | 708                | 603                | 637                | 611                | 555                | 476                | 523                | 526                | 548                |

## Nevezetességei
- A kikötő bejáratánál levő Szent Péter templom[4] a hagyomány szerint a 12. században épült. A hvari statutum említi először 1331-ben, amikor leírja a Pitve és Vrbanj közötti határt. 1469-ben megújították. Szent Péter szobra Nikola Firentinac alkotása, melyet ma a plébánia épületében őriznek. Másolata áll a templom előtt. Az épületet 1999-ben újították fel utoljára.
- A település legimpozánsabb épületét az Irgalmas Szűz Mária templomerődöt[5] a 16. században építették. Elődje az 1465 körül épített gótikus egyhajós, négyszögletes apszisú Szűz Mária templom volt. Mai erődített formájában az 1571-es török nagy támadás után velencei hadmérnökök tervei szerint 1579-re építették fel. A gótikus templom köré közel 3 méter vastag és 15 méter magas, felül pártázatos falakat emeltek. Az apszis keleti oldalához hatalmas félköríves tornyot, míg a déli oldalra a sekrestye helyére egy kisebb tornyot építettek. A templom kapuzatának védelmére egy háromszög alaprajzú bástya épült a víz tárolására alkalmas nagy méretű ciszternával. A homlokzat és a bejárat további védelmére a homlokzat felső részére beépített gyámkövek közé illesztett öntőnyílásokat, ún. masikulákat alakítottak ki, melyek közül néhány ma is látható. A templomerőd támadás esetén a település akkori egész lakosságának (mintegy 500 ember) befogadására is alkalmas volt. A templom Európa egyik legszebb ilyen jellegű épülete.
- A barokk Szent Lőrinc plébániatemplom[6] a templomerődtől nyugatra található. A templomot a 15. században építették, a 17. században barokk stílusban építették át. Története során kétszer is felgyújtották. Először 1512-ben a hvari felkelés idején, majd másodszor 1571-ben a török invázió alkalmával. A templomnak öt oltára van. Berendezése felbecsülhetetlen értéket képvisel. A főoltár illusztrációi a Szűzanya és Szent Lőrinc ábrázolása köré összpontosulnak, míg oldalt Keresztelő Szent János és Szent Miklós alakjai láthatók. A többi ábrázolás Szent Lőrinc életéből vett jeleneteket mutat be, amint a szent egy szegényt vezet Valerianus császár elé, illetve a szent vértanúságát jeleníti meg. A hagyomány szerint Tiziano Vecellio alkotásai, míg egy korabeli forrás szerint még előbb, az 1480-as években készült Paolo Veronese műhelyében. A mennyezetkép az Atyát, a Fiút és Szűz Máriát ábrázolja népes mennyei sereg társaságában. Ismeretlen mester alkotása a 18. századból. A mellékoltárokon és a falakon is kiemelkedő művészek Jacopo de Ponte Bassano, Giuseppe Alabardi, Antonio Scurio, Celestin Medović, Marko Rašica és mások művei láthatók. Az erődtemplom nedvesedése miatt annak több értékes berendezési tárgyát is itt őrzik, többek között Tiziano Aspettinek egy gyönyörű reneszánsz keresztjét.
- A Szent Rókus templom[7] 1577-ben épült gótikus-barokk stílusban fogadalomból az akkoriban dúló járványok ellen. Szépen faragott oltára, mely Szent Rókust, Szent Fábián pápát és Szent Sebestyén vértanút ábrázolja a bajor mester Urban de Surgge munkája.
- A halászati múzeumot 1972-ben alapították azzal a céllal, hogy megőrizze Vrboska gazdag halászati tradícióit. A gyűjteményben hagyományos halászhálók, halászeszközök és felszerelések, valamint egy régi halfeldolgozó üzem felszerelése látható. Különleges kiállítási tárgya egy rekonstruált halászkunyhó.
- Kaštilac 16. századi henger alakú őrtornya[8] szintén az 1571-es török nagy támadás után épült. Ma már romos állapotban van, de falai nagyrészt még emeletnyi magasságban állnak.
- Védett műemlék Matija Ivanić háza,[9] mely a 15.-16. században a tengerpart közelében épült. A hagyomány szerint a ház Matija Ivanićé volt, bár a forrásokból ismert tulajdonosai a Blašković és Cosmi családok voltak. A ház L-alaprajzú, az északi homlokzat előtti kerített udvarral. A ház hátsó részén tágas kert található. Összességében a komplexum egy nyaraló jellegzetességeivel rendelkezik, ami eredetileg valószínűleg azért épült, mert az Ivanić család nem állandó jelleggel itt telepedett le. Az udvaron kőből készült külső lépcső található. A homlokzatokat reneszánsz épületdekoráció díszíti.

## Gazdaság
A helyi gazdaság alapját mára a turizmus és a kereskedelem képezi. A legnagyobb gazdasági társaság az ACI Marina Vrboska hajózási szolgáltató cég. Az eredeti gazdasági tevékenységekből egy halászati társaság és némi hagyományos mezőgazdaság maradt fenn. Vrboska ismert turisztikai központ. A turisták elszállásolását szállodák, családi panziók, apartmanok és nudista kemping, kiszolgálásukat pedig éttermek, bárok, sport és rekreációs intézmények, valamint kulturális-szórakoztató események biztosítják.

## Híres emberek
- Rajmund Kupareo domonkos szerzetes, egyetemi tanár, költő, műfordító, teológus, esszéista és zeneszerző
- Davorin Rudolf tudós, egyetemi tanár
- Dinko Matković költő, nyelvtudós
- Andro Gabelić történész, publicista

## Galéria
- Vrboska látképe
- Hidak a csatornán
- Az erődtemplom elölről
- A erődtemplom hátulnézetből
- Sziget az öbölben
- Kikötői látkép
- Hajók a csatorna partján

## Fordítás
Ez a szócikk részben vagy egészben  a   Vrboska című horvát Wikipédia-szócikk ezen változatának fordításán alapul.  Az eredeti cikk szerkesztőit annak laptörténete sorolja fel. Ez a jelzés csupán a megfogalmazás eredetét és a szerzői jogokat jelzi, nem szolgál a cikkben szereplő információk forrásmegjelöléseként.